# IJsdag
We spreken van een ijsdag wanneer de maximumtemperatuur, gemeten in een weerhut, de hele dag onder 0 °C blijft.
Nederland heeft gemiddeld per jaar tussen de 6 en 12 ijsdagen (De Bilt: 8). Het totaal aantal ijsdagen in een winter is een van de methoden om te berekenen hoe streng een winter was, echter een meer gebruikte methode is het koudegetal (of hellmanngetal).
In België haalden er in het verleden twee perioden het record van 22 ijsdagen: in 1917 van 19 januari tot 9 februari en in 1853-1854 van 15 december tot 3 januari.
10cm-temperatuur · bodemtemperatuur · hittegolf · ijsdag · koudegetal · koudegolf · luchttemperatuur · temperatuursom · tropennacht · tropische dag · vorst aan de grond · vorstdag · vorstperiode · warme dag · warmtegetal · zachte dag · zomerse dag 

Vorst: lichte vorst · matige vorst · strenge vorst · zeer strenge vorst